# روحي فتوح
روحي أحمد محمد فتوح (أبو وسام؛ 23 أغسطس 1949)، الرئيس الحالي للمجلس الوطني الفلسطيني والمجلس المركزي الفلسطيني وذلك منذ 7 فبراير 2022، ورئيس المجلس التشريعي الفلسطيني سابقاً، كما عين خلفاً للرئيس الفلسطيني ياسر عرفات رئيسًا للسلطة الوطنية الفلسطينية بحسب القانون الفلسطيني، حيث تولى مسؤليات الرئاسة لمدة 60 يومًا تبعها انتخابات لاختيار الرئيس القادم والتي نجح فيها محمود عباس.
صدر في 27 نوفمبر 2024 مرسوماً دستورياً يتولى بموجبه روحي فتوح مهام رئيس السلطة الفلسطينية في حال شغور المنصب بصفته رئيس المجلس الوطني لمدة لا تزيد على 90 يوماً تجري خلالها انتخابات رئاسية حرة، وفي حال تعذر إجراء الانتخابات خلال تلك المدة لقوة قاهرة، تمدد بقرار من المجلس المركزي الفلسطيني لفترة أخرى، ولمرة واحدة فقط.

## بداية حياته
ولد في نهاية الأربعينات 23/8/1949 من القرن الماضي في قرية برقة (فلسطين المحتلة عام 1948م) ثم انتقل مع عائلته بعد احتلال إسرائيل لأراضي فلسطين عام 1948 م إلى مدينة رفح، حيث أمضى أولى سنين حياته في معسكر (مخيم) رفح للاجئين الفلسطينيين، وبعد ذلك انتقل إلى مصر، ثم الأردن ثم إلى سوريا وبعدها إلى تونس، وعاد إلى أرض الوطن بعد توقيع اتفاقية أوسلو. ورشّح نفسه في انتخابات المجلس التشريعي الفلسطيني في انتخابات عام 1996 م وتم انتخابه عن محافظة رفح واستلم رئيس كتلة فتح البرلمانية.
وقد شغل روحي فتوح مناصباً عديدة مهمة منها:-
- رئيساً للسلطة الوطنية الفلسطينية بعد وفاة الرئيس ياسر عرفات، واستمر مدة 60 يوماً إلى أن تمت الانتخابات الرئاسية واستلم أبو مازن مقاليد السلطة منه.
- رئيساً للمجلس التشريعي الفلسطيني في الفترة 2004-2006
- وأمين سر للمجلس التشريعي الفلسطيني في الفترة 1996-2004.

## شبابه
تخرج فتوح عام 1979 من جامعة دمشق في سوريا وحصل على شهادة في اللغة الإنكليزية، ثم حصل على ماجستير في العلوم السياسية عام 2002.

## تعليمه
تلقى روحي فتوح تعليمه الأساسي (الابتدائي والإعدادي) في مدارس وكالة الغوث للاجئين الفلسطينيين في مدينة رفح. وسنتان من المرحلة الابتدائية في مدينة العريش في مصر.
أما تعليمه الثانوي فكان في مدرسة (بئر السبع) الثانوية للبنين. وجاءت بعد ذلك حرب 1967 م لينتقل مع عائلته إلى الأردن ويكمل تعليمه هنالك حيث أخذ شهادة الثانوية العامة في مدينة الزرقاء في الأردن. ليدرس بعدها الأدب الإنجليزي.

## مع حركة فتح
- انضم روحي فتوح إلى صفوف حركة فتح منذ بدايات 1968 حيث التحق بقوات العاصفة «فتح» في الأردن ليبدأ عمله في صفوف حركة فتح، وتلقى تدريبه العسكري في الكلية العسكرية في العراق ليلتحق بعدها بقواعد الثورة في الأردن ولبنان وسوريا.
- وبدأ عمله السياسي في حركة فتح (إقليم سوريا) حيث كان أمين سر التنظيم والمكتب الحركي للطلاب ورئيس الهيئة الإدارية في فرع الاتحاد العام لطلبة فلسطين في سوريا ليصل في نهاية السبعينات إلى منصب عضو الهيئة التنفيذية لاتحاد طلبة فلسطين.
- وفي منتصف الثمانينات كان عضواً قيادياً في مكتب التعبئة والتنظيم التابع لحركة فتح.
- انتخب في المرتمر العام الخامس لحركة فتح عام 1989 عضو مجلس ثوري.
- تولى من بعدها مناصب عدة، وبعد عودته إلى أرض الوطن كان من المشرفين على تنظيم فتح في فلسطين وفي عام 2005 تسلم مفوض عام مكتب المنظمات الشعبية.

## حياته السياسية والبرلمانية
- بدأ روحي فتوح حياته البرلمانية منذ عام 1983 حيث كان عضو في المجلس الوطني الفلسطيني، ومن بعدها عضواً في المجلس المركزي الفلسطيني.
- اُنتخب عضوًا في المجلس التشريعي الفلسطيني بعد الانتخابات العامة الفلسطينية عام 1996 حيث حصل على 11,524 صوتًا في دائرة محافظة رفح ممثلًا عن حركة فتح.[4]
- في الفترة 1996 - 2003 م انتخب منذ بداية عمل المجلس التشريعي أميناً لسر المجلس التشريعي على مدار ثماني دورات، ورئيساً لكتلة فتح البرلمانية.
- في عام 2003 تقلد منصب وزير الزراعة في حكومة أحمد قريع.
- في مارس / 2004 انتخب رئيساَ للمجلس التشريعي الفلسطيني، حيث رشح لمنصب المتحدث باسم المجلس التشريعي الفلسطيني من قبل حركة فتح، ونجح بواقع 51 صوت مؤيد مقابل 10 أصوات معارضة.
- 11 نوفمبر 2004 م بعد نبأ استشهاد الرئيس أبو عمار أصبح روحي فتوح رئيساً للسلطة الوطنية الفلسطينية لمدة ستين يوماً بعد وفاة الشهيد ياسر عرفات ولحين انتخاب الرئيس محمود عباس.
- ومنذ عام 2006 وهو يشغل منصب الممثل الشخصي لرئيس السلطة الوطنية الفلسطينية رئيس اللجنة التنفيذية لمنظمة التحرير الفلسطينية.
- وفي بداية عام 2008 تم ضبط أجهزة خليوية في سيارته الحكومية التي لا تخضع للتفتيش على جسر اللنبي، قام سائقه بوضعها، محاولاً تهريبها، على أثر ذلك قام بتعليق صلاحياته بنفسه سواء مهامه في حركة فتح، أو موقعه كممثل شخصي للرئيس الفلسطيني، ووضع نفسه بتصرف النائب العام والقضاء الفلسطيني. وفي 13/3/2009 م، أصدر قراراً بعدم وجود شبهة ضده، وأعلنت براءته بقرار من السلطة القضائية. وعاد ليمارس حياته السياسية بصفته عضواً في المجلس المركزي الفلسطيني.[5]
- في يناير 2020، عيّن الرئيس الفلسطيني محمود عباس، روحي فتح كرئيس لدائرة المغتربين بمنظمة التحرير الفلسطينية خلفًا لنبيل شعث.[6]
- ترشح ضمن قائمة حركة فتح لخوض الانتخابات التشريعية الفلسطينية 2021.[7] أُعلن عن تأجيلها بمرسوم من الرئيس الفلسطيني محمود عباس في 30 أبريل 2021.[8]
- في 7 فبراير 2022، تم انتخاب روحي فتوح رئيساً للمجلس الوطني الفلسطيني، ويعد المجلس الوطني الفلسطيني برلمان منظمة التحرير االفلسطينية الذي يمثل الشعب الفلسطيني في جميع اماكن تواجده، داخل الوطن او في الشتات.[9]
- في 8 أغسطس 2022، أعاد الرئيس الفلسطيني تشكيل مجلس أمناء جامعة الاستقلال، وعيّنه عضوًا فيه.[10][11]